# بوهدان رودیوک
بوهدان رودیوک (اوکراینی: Богдан Андрійович Рудюк؛ زادهٔ ۱۹ آوریل ۱۹۹۴) بازیکن فوتبال اهل اوکراین است.
از باشگاه‌هایی که در آن بازی کرده‌است می‌توان به باشگاه فوتبال استال کامیانسکه اشاره کرد.